# Gli amanti del deserto
Gli amanti del deserto è un film del 1957 diretto da Gianni Vernuccio, Fernando Cerchio e León Klimovsky e scritto da Manuel Villega Lopez.

## Trama
Said è erede di un sultano e lotta per vendicare suo padre e recuperare il trono usurpato da Ibrahim della cui figlia si è innamorato.

## Produzione
La lavorazione del film fu molto difficile a causa di dissidi interni tra le persone coinvolte nella produzione ma anche a causa della crisi del Sinai.